# البنك التعاوني الألماني
دي زد بنك ايه جي أو البنك التعاوني الألماني هو ثاني أكبر بنك في ألمانيا من حيث حجم الأصول  والمؤسسة المركزية لحوالي 800 بنك تعاوني وحوالي 8500 مكتب فرعي. ضمن المجموعة المالية التعاونية الألمانية، والتي تعد واحدة من أكبر مؤسسات الخدمات المالية في القطاع الخاص في ألمانيا وتدير أصولًا تبلغ قيمتها حوالي 1.200 تريليون يورو، يعمل دي زد بنك كمؤسسة مركزية وكبنك للشركات والاستثمار.
دي زد بنك هو اختصار لـ Deutsche Zentral-Genossenschaftsbank (حرفيا " البنك التعاوني المركزي الألماني").
باعتبارها شركة قابضة، تُعرّف مجموعة دي زد بنك نفسها في المقام الأول على أنها مزود خدمة للبنوك التعاونية المحلية وعملائها البالغ عددهم 30 مليونًا أو نحو ذلك. تضم مجموعة دي زد بنك ما يلي: بنك دي في بي، وهو بنك لتمويل النقل؛قاعة باوسباركاس شفيبيش، جمعية البناء؛ دي زي هايب، مزود التمويل العقاري التجاري؛ دي زد بريفات بنك جروب؛ شركة التأمين آر + في فيرسيشيرونج ؛ تيم بنك، مزود التمويل الاستهلاكي؛ ومجموعة الاتحاد الاستثمارية، شركة إدارة الأصول؛ تأجير الواقع الافتراضي؛ وغيرها من المؤسسات المتخصصة.
دي زد بنك، الذي يقع مقره الرئيسي في فرانكفورت، ألمانيا، هو عضو في سي أي بي بي، البنك المركزي الأوروبي، والرابطة المصرفية الأوروبية، ويونيكو. وتحتفظ بفروع وشركات تابعة ومكاتب تمثيلية في المراكز المالية الرئيسية والمناطق الاقتصادية في جميع أنحاء العالم. تم تصميم دي زد بنك في برلين، الواقع في بريزر بلاتز 3، من قبل المهندس المعماري فرانك جيري .
يمتلك دي زد بنك أيضًا واحدة من أهم مجموعات التصوير الفني المعاصر والتي تضم اليوم أكثر من 6000 عمل لأكثر من 550 فنانًا.
في عام 2016، تم دمج دي زد بنك مع دبليو جي زد بنك، وهو المعهد المركزي للبنوك التعاونية في راينلاند (راينلاند) وفيستفالن (وستفاليا).
تم تصنيف دي زد بنك كمؤسسة مهمة منذ دخول الإشراف المصرفي الأوروبي حيز التنفيذ في أواخر عام 2014، ونتيجة لذلك يخضع للإشراف المباشر من قبل البنك المركزي الأوروبي.